# Spindelnätet (roman)
Spindelnätet (engelska: Spider's Web) är en roman av Charles Osborne baserad på pjäsen med samma namn från 1954 av deckarförfattaren Agatha Christie och publicerades först i Storbritannien av HarperCollins i september 2000 och den 11 november 2000 i USA av St. Martin's Press.
Boken skrevs efter de framgångsrika publiceringarna av romanversionerna av pjäserna Black Coffee 1998 och Den oväntade gästen 1999. Liksom de böckerna är romanversionen en okomplicerad överföring av scenlinjerna och riktningarna i Christies manus till en skriftlig berättelse. Osborne valde att inte lägga till karaktärer, repliker eller scener som skulle förändra vad som hade presenterats på scenen på något väsentligt sätt, även om smärre ändringar gjordes för att få fram lämpliga kapitelslut.
Osborne bidrog med ett historiskt avsnitt om Christies pjäser.

## Handling
Clarissa Hailsham-Brown är hustru till den utländska diplomaten Henry. Det finns tre gäster i huset – hennes gudfar Sir Rowland "Roly" Delahaye, Hugo Birch och en ung man som heter Jeremy Warrender. När Jeremy får möjlighet att vara ensam med Clarissa bekänner han sin kärlek till henne. Men Clarissa, som tar på sig uppgiften att vara en trogen hustru till Henrik och en styvmor till Pippa, avvisar hans förslag. Senare när Pippa kommer hem från skolan ägnar hon sig åt att utforska delar av herrgården tillsammans med Jeremy och avslöjar en hemlig gång. De tre gästerna beger sig sedan till den lokala golfklubben. Under tiden konfronteras Clarissa av en besökare i huset, en man vid namn Oliver Costello, som råkar vara Pippas mors andra make samt en drogmissbrukare. Han säger att Pippa i framtiden måste stanna hos sin mamma. Han lämnar huset och eskorteras bort av Miss Peake, herrgårdens trädgårdsmästare. Några minuter senare kommer Henry Hailsham-Brown hem och avslöjar att den sovjetiske premiärministern i hemlighet hade för avsikt att anlända till London. Han måste gå och möta honom på den lokala flygplatsen och kommer tillbaka senare.
Rummet blir tomt och Costello ses smyga runt i vardagsrummet. Clarissa upptäcker snart hans kropp i salongen. Man tror att Pippa har dödat honom med en golfklubba i desperation och dilemma. Clarissa utarbetar en plan tillsammans med de tre återvändande gästerna för att göra sig av med kroppen. Dessvärre kommer polisen innan de hinner göra sig av med kroppen och säger att de har fått ett anonymt telefonsamtal som tyder på att ett mord har ägt rum i huset. I förhör ljuger Clarissa och gästerna om hur det ligger till, i hopp om att dölja mordet som man tror att Pippa har begått. När Clarissa blir ombedd att berätta sanningen, ändrar hon sin historia ett antal gånger och trasslar in sig i ett "spindelnät". Polisen upptäcker snart att Costellos kropp är försvunnen. Den togs av Miss Peake till ett sovrum på övervåningen så att polisen inte skulle stöta på den när de genomsökte huset, och personerna förhörs.
Senare, när Jeremy är ensam, i ett försök att låtsas trösta Pippa, försöker han kväva henne med en kudde, men slutar när Clarissa närmar sig honom. Clarissa, som är skarp och skarp på att förstå saker och ting, upptäcker att det är Jeremy som har mördat Charles Sellon, en antikhandlare och den tidigare ägaren av herrgården, för att han hade något värdefullt i sin ägo. Föremålet som Jeremy har letat efter finns någonstans i huset och inte i antikaffären. Det var därför Costello närmade sig Clarissa i tron att hon var Mrs Brown, ägaren till herrgården och delägare i hans antikaffär. Det avslöjas sedan att Miss Peake är Mrs Brown (Clarissa är Mrs Hailsham-Brown). Eftersom Jeremy var på samma uppdrag som Costello, var Costello tvungen att elimineras. Föremålet som skurkarna har letat efter är ett frimärke, som skulle ha inbringat en summa på 14 000 pund. Jeremy försöker döda Clarissa eftersom hon är den enda som känner till hans hemlighet. Polisen avlyssnar dem dock och griper honom. De tre gästerna ger sig av och Henry återvänder hem. Clarissa får reda på att premiärministern inte var på flygplatsen som en del av en säkerhetsinsats, men att han ändå förväntas besöka huset. Pjäsen avslutas när Clarissa och Henry gör sig redo för premiärministerns besök.